# La novena porta
La novena porta (títol original en anglès: The Ninth Gate) és una pel·lícula del 1999, dirigida per Roman Polański i realitzada en coproducció per companyies franceses, estatunidenques i espanyoles. És protagonitzada per Johnny Depp i Frank Langella. La pel·lícula està basada en la novel·la El club Dumas d'Arturo Pérez-Reverte. S'ha doblat al català.
Va guanyar el Premis del Cinema Europeu (1999): Roman Polański al millor llançament mundial d'una pel·lícula europea.
La seva estrena mundial va tenir lloc a la ciutat basca de Sant Sebastià el 20 d'agost del 1999, poc abans de la inauguració de la 47a edició del Festival Internacional de Cinema de Sant Sebastià el mateix any.

## Argument
Dean Corso (Johnny Depp) treballa de forma confidencial, amb molt de compte, amb una sòlida cultura, molts nervis i pocs escrúpols. La seva reputació li ha servit per rebre la trucada de Boris Balkan (Frank Langella), un apassionat dels texts demoníacs que vol trobar els dos últims llibres del llegendari manual d'invocació satànica De umbrarum regni novem portis (Les nou portes del Regne de les Ombres). De Nova York a Toledo i de París a Sintra, Corso es veurà immers en un laberint ple de perills, temptacions, esfereïdores sorpreses, violència i morts inesperades.